# Angelus Maria Cittadini
Angelus Maria Cittadini OCart (* um 1582 in Faenza; † 10. Dezember 1629) war ein italienischer Geistlicher.
Cittadini war Kartäuser. Am 15. Juli 1624 wurde er während des Pontifikats von Urban VIII. zum Titularerzbischof von Myra und Koadjutor-Erzbischof von Nachitschewan im heutigen Armenien ernannt. Am 21. Juli 1624 weihte Desiderio Scaglia, Kardinalpriester von San Clemente, ihn zum Bischof. Mitkonsekratoren waren Attilio Amalteo und Alberto Caccano OP, Bischof von Lipari. Am 9. Juli 1627 starb sein Vorgänger Matthaeus Erasmos OP und er folgte als Erzbischof nach.